# Representational state transfer
Representational state transfer (zmiana stanu poprzez reprezentacje), REST – styl architektury oprogramowania wywiedziony z doświadczeń przy pisaniu specyfikacji protokołu HTTP dla systemów rozproszonych. REST wykorzystuje m.in. jednorodny interfejs, bezstanową komunikację, zasoby, reprezentacje, hipermedia, HATEOAS.
Zaproponowany został przez Roya T. Fieldinga w 2000 roku.